# دهان خندقی (بیماری)
دهان خندقی (به انگلیسی: Acute necrotizing ulcerative gingivitis) یک عفونت معمولی غیر مسری و غیر سرطانی در لثه‌ها است که شروع ناگهانی دارد. علائم اصلی این بیماری دردناکی لثه‌ها، لکه‌های همراه با خونریزی و ایجاد زخم در لثه بین دندان‌ها است. اغلب درد شدید لثه‌ای که مشخص کننده آنفلوآنزای خوکی است، از پریودنتیت مزمن شایع‌تر است که به ندرت دردناک است. این بیماری اگر نادرست درمان شود یا نادیده گرفته شود، ممکن است مزمن یا مکرر باشد. ارگانیسم‌های عفونی اغلب باکتری‌های بی‌هوازی، به‌ویژه فسوباکتری‌ها و گونه‌های اسپیروکت هستند. عوامل تشدید کننده این بیماری عبارتند از: عدم رعایت بهداشت دهان و دندان، سیگار کشیدن، سوء تغذیه، استرس روانی و ضعف سیستم ایمنی بدن. درمان
بیماری دهان خندقی با استفاده از آنتی‌بیوتیک‌ها (معمولاً مترونیدازول) در مرحله حاد و بهبود بهداشت دهان برای جلوگیری از عود بیماری میسر است. اگر چه شروع این بیماری سریع و ناگهانی است، معمولاً به سرعت درمان می‌شود و هیچ آسیبی جدی و دائمی به دنبال ندارد. این بیماری در طول جنگ جهانی اول بین سربازان شایع شد که احتمالاً به دلیل شرایط بد بهداشتی و استرس شدید روانی بین سربازان بوده‌است.

## علائم
در مراحل اولیه برخی از بیماران ممکن است از احساس فشار در اطراف دندان‌ها شکایت کنند. سه نشانه اصلی این بیماری شامل:
1. درد شدید لثه
2. خونریزی لثه‌ای در اثر تحریک ضعیف
3. ایجاد زایده از لثه‌های بین دندانی همره با زخم بر روی این زایده‌ها.

علائم و نشانه‌های دیگری نیز ممکن است وجود داشته باشد، اما این علایم حتمی نیست:
1. بوی بد دهان
2. ایجاد طعم فلزی در دهان
3. ضعف، تب یا تورم گره‌های لنفی بدن. در مواردی تورم گردن رحم رخ می‌دهد که می‌تواند نشانه ابتلا به ایدزباشد.

## علل
دهان خندقی یک بیماری عفونی غیر مسری و غیرسرطانی است که توسط چند نوع باکتری مانند باکتری‌های بی‌هوازی فوسوباکتر
یا اسپیروکت ایجاد می‌شود.
همچنین این بیماری می‌تواند در اثر تضعیف سیستم ایمنی توسط بیماری‌هایی مانند ایدز ایجاد شود. دهان خندقی یک عفونت فرصت‌طلبانه است که در هنگام ضعف سیستم ایمنی میزبان رخ می‌دهد. عوامل مستعد کننده دهان خندقی عبارتند از سیگار کشیدن، استرس روانی، سوء تغذیه و سرکوب سیستم ایمنی (مانند مصرف داروهای کورتیکواستروئیدی یا ایدز).

## تشخیص
تشخیص این بیماری معمولاً بالینی است. لکه‌های ناشی از باکتری اسپیروکیت و فعالیت گلبول‌های سفید در محل این لکه‌ها نشانه این بیماری است.

## درمان
درمان این بیماری شامل شست‌وشو محل عفونی (لکه‌های سفید که شامل بافت مرده و باکتری‌ها است) و رعایت بهداشت دهان و دندان است؛ ولی در صورت حاد شدن و پیشروی بیماری از آنتی‌بیوتیک‌های خوراکی مانند مترونیدازول استفاده می‌شود.
همچنین شست‌وشوی دهان با دهان‌شویه‌های مناسب و مسواک زدن به صورت مرتب در پیشگیری از این بیماری مؤثر است.
در صورت درمان نشدن این بیماری، عفونت می‌تواند باعث آسیب پیرادندان شود یا به قسمت‌های دیگر دهان مانند لب‌ها، استخوان‌ها یا فک گسترش یابد. این وضعیت می‌تواند به ویژو برای افراد با نقص سیستم ایمنی خطرناک باشد.
برای درمان تحت نظر پزشک 
هیدروژن پروکسید ۳٪ با آب رقیق شده و هر دو ساعت به عنوان دهان‌شویه استفاده شود برای ۵ روز 
و دهان شویه ۱۲ درصد کلروهگزیدین در ۲۴ ساعت دوبار استفاده شود برای یک تا دو هفته 
قورت دادن اینها ممنوع است و فقط باید داخل دهان خود بچرخانید.

## همه‌گیرشناسی
در کشورهای توسعه یافته، این بیماری بیشتر در بزرگسالان یا جوان اتفاق می‌افتد. در کشورهای در حال توسعه، در کودکان با وضعیت اجتماعی پایین که معمولاً به سوء تغذیه (به خصوص مصرف پروتئین ناکافی) مبتلا هستند در مدت کوتاهی پس از شروع عفونت‌های ویروسی (مثلاً سرخک) شایع است.
عوامل تشدید کننده عبارتند از سیگار کشیدن، عفونت‌های تنفسی ویروسی، نقص‌های ایمنی مانند ایدز و استرس‌های روانی.